# Monument Nacional de les Ruïnes de Casa Grande
El Monument Nacional de les Ruïnes de Casa Grande (Casa Grande Ruins National Monument (anglès), Siwañ Waʼa Ki:ʼ (o'odham)) és una àrea protegida que gestiona el Servei de Parcs Nacionals situat entre les ciutats de Phoenix i Tucson a l'estat d'Arizona (Estats Units). L'estructura anomenada Casa Grande és de diversos pisos i parets de tova, envoltada per les restes d'edificis més petits i un mur protector. Va ser construïda a principis dels anys 1200 pels hohokam que van cultivar la vall del riu Gila. La zona de Casa Grande va ser abandonada a mitjans dels anys 1400.
El 1932, s'hi va bastir una coberta per albergar les ruïnes de la intempèrie dissenyada per l'arquitecte paisatgista Frederick Law Olmsted, Jr.